# Eustachius de Lannoy

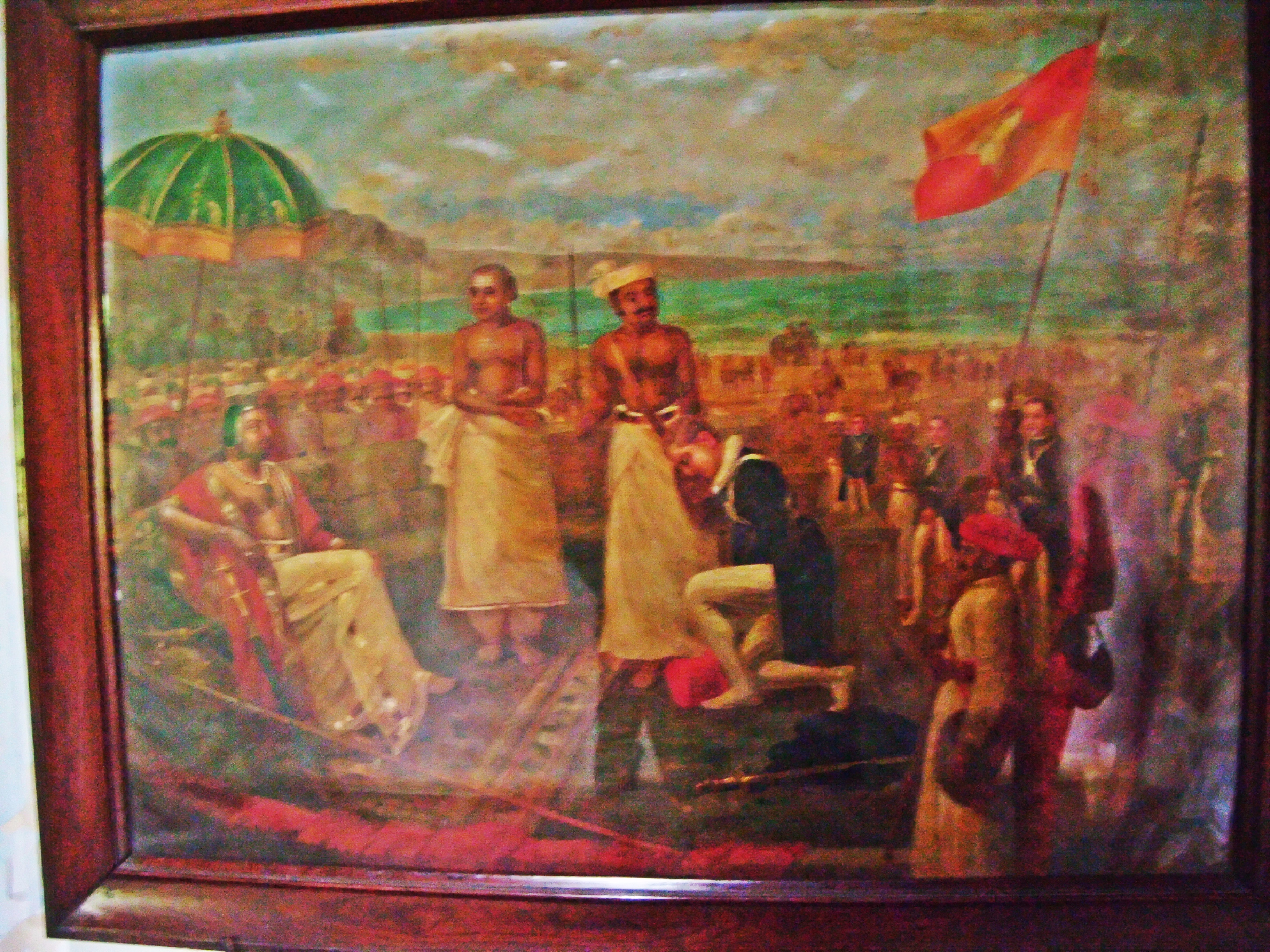
Eustachius de Lannoy ergibt sich 1741 dem Raja (zeitgenössisches Gemälde im Padmanabhapuram Palast)

Eustachius Benedict de Lannoy (* 30. Dezember 1715 in Arras; † 1. Juni 1777 in Padmanabhapuram, Tamil Nadu, Indien) war ein französischer Adeliger und Offizier der Niederländischen Ostindien-Kompanie, der zum General sowie Oberkommandierenden der Streitkräfte des indischen Königreiches Travancore aufstieg.

## Biografie
Seine Eltern sind unbekannt, er soll in Arras geboren worden sein und der weit verzweigten Adelsfamilie de Lannoy entstammen, wenngleich die Wappen auf seinem erhaltenen Grabstein nicht identisch sind. Eustachius de Lannoy diente als Offizier in der Niederländischen Ostindien-Kompanie. Er war der Anführer eines bewaffneten Flottenverbandes, der im August 1741 bei Colachel landete und Travancore bzw. seine damalige Hauptstadt Padmanabhapuram erobern sollte. Die Kämpfe – genannt „Schlacht bei Colachel“ (englisch Battle of Colachel) – missglückten und bilden eines der wenigen Beispiele, bei dem indische Truppen über die europäischen Kolonialherren siegten. Die Holländer mussten flüchten und de Lannoy geriet mit 23 seiner Kameraden in Gefangenschaft. Darunter befand sich auch sein Leutnant, der spätere General Petrus Flory. In Colachel erinnert heute ein Denkmal an dieses Ereignis.
Eustachius de Lannoy und seine Mitgefangenen wurden Raja Marthanda Varma (1706–1758), dem König von Travancore, vorgeführt. Er gewährte ihnen das Leben und eine gute Anstellung, wenn sie in seine Dienste treten würden. Besonders an den Offizieren de Lannoy und Flory war er interessiert, da er seine Armee auf europäischen Standard bringen und mit ebensolchen Waffen ausrüsten wollte. Die Gefangenen traten in den Dienst des indischen Staates und man siedelte sie in dem nahe beim Königspalast liegenden Udayagiri Fort an, das später auch „Dillanai kotta“ (De Lannoy’s Fort) hieß.

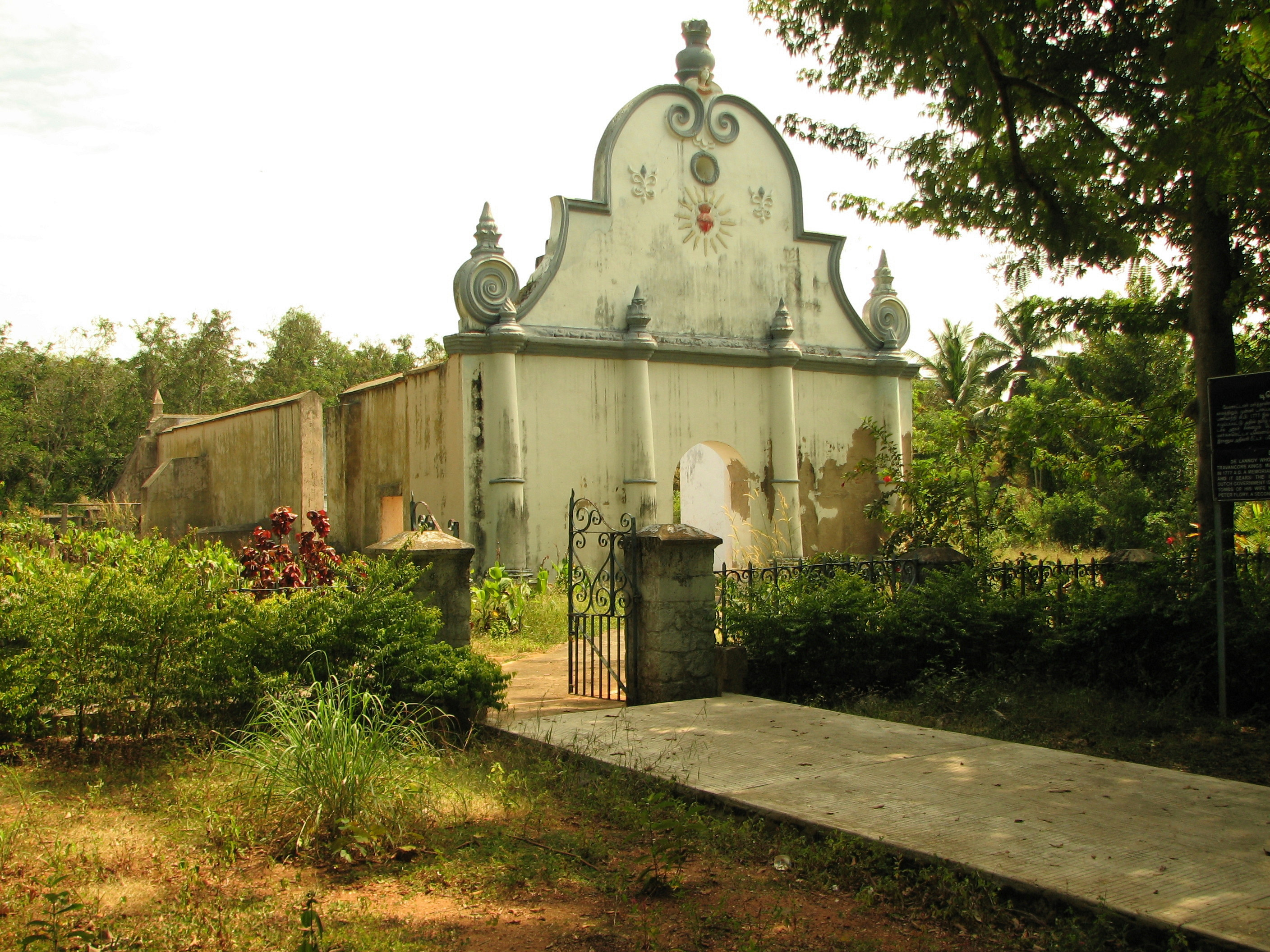
General de Lannoys Privatkapelle im Udayagiri Fort, Padmanabhapuram

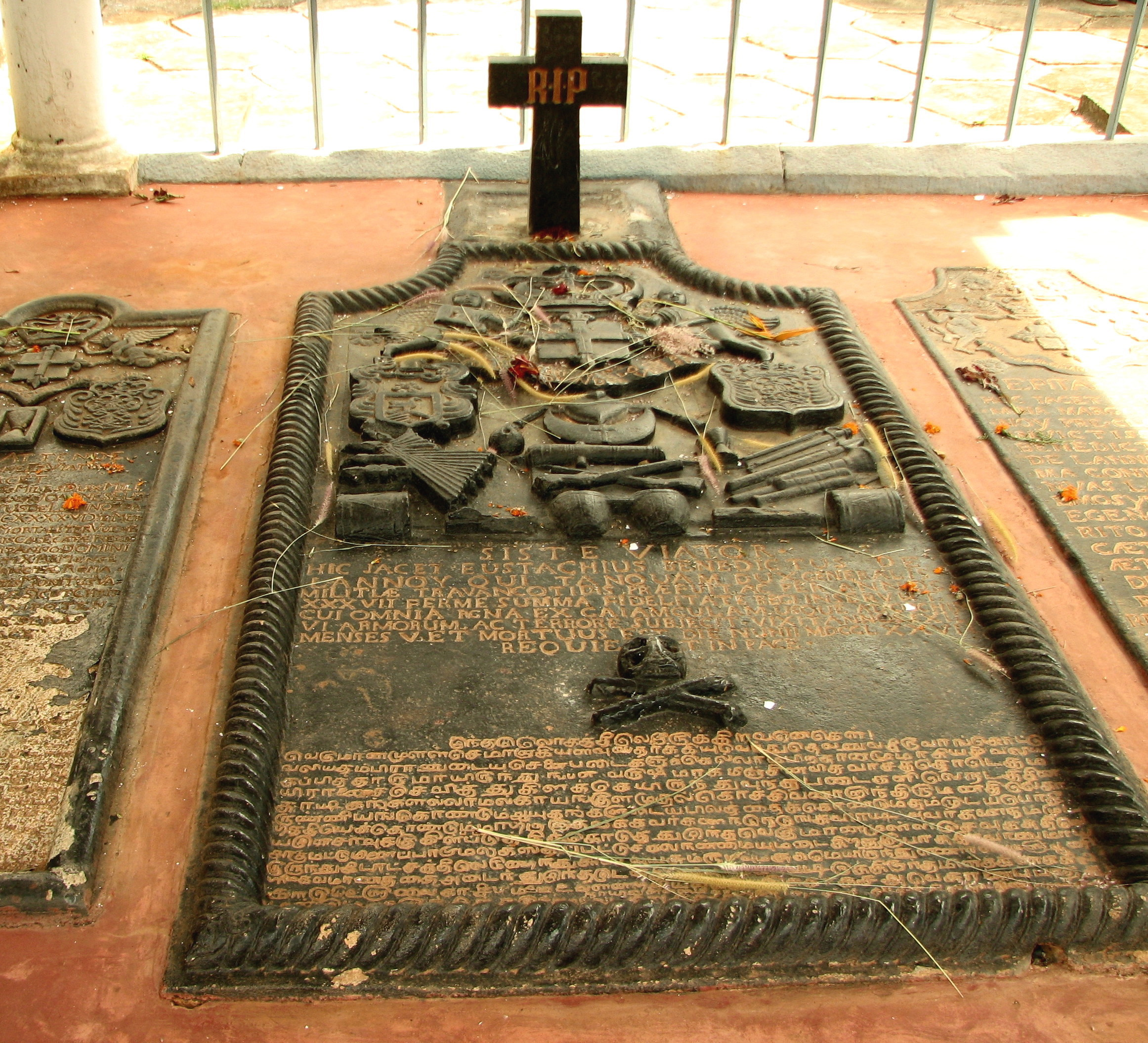
General de Lannoys Grab

De Lannoy erwies sich als treuer Diener seines neuen Herrn und brachte dessen Armee auf europäisches Niveau. Er verstand sich auch auf die Produktion von Gewehren und Schießpulver, die er im Udayagiri Fort mit seinen Kameraden herstellte. Bald erhob ihn der König zum General und Oberkommandierenden der Streitkräfte des Fürstenstaates. Er ließ auch Forts und Verteidigungslinien anlegen u. a. die sogenannten „Travancore lines“ (indisch Nedumkotta) an der Nordgrenze des Fürstentums. Der Herrscher unternahm schließlich keine Militäraktion mehr, ohne de Lannoy vorher zu Rate zu ziehen. Bei seinem Nachfolger Karthika Thirunal Rama Varma (1724–1798) stand de Lannoy in ebenso hohem Ansehen. Die territorielle Konsolidierung und Expansion des Staates Travancore in jener Epoche ist wesentlich auf das Wirken des Flamen zurückzuführen.
Eustachius de Lannoy war ein gläubiger Katholik und erbat sich die freie Religionsausübung. Raja Marthanda Varma ließ ihm zu seinem privaten Gebrauch im Udayagiri Fort eine dem Hl. Michael geweihte Kapelle erbauen und stellte sogar einen staatlich besoldeten Priester für ihn an. De Lannoy heiratete eine christliche Inderin namens Margarita, die aus einem nahen Fischerdorf stammte, und hatte mit ihr den Sohn John, der als Soldat in einem von seinem Vater befehligten Gefecht fiel.
Der General starb 1777 im Alter von 62 Jahren und wurde in seiner Kapelle, im Udayagiri Fort, Padmanabhapuram beigesetzt. Dort war zuvor schon sein Sohn bestattet worden und 1782 wurde dort auch seine Frau begraben. Die Kapelle ist inzwischen eine Ruine, die Gräber, mit qualitätvollen zeitgenössischen Grabplatten in Latein und Tamil, sind überdacht und vor Verwitterung geschützt. Es befindet sich dort auch das Grab von Lannoys Stellvertreter, General Petrus Flory († 1780). In Südindien ist die Erinnerung an Eustachius de Lannoy noch lebendig. Er heißt dort im Volksmund auch „Valiya Kappithaan“ oder „Great Captain“. Das Udayagiri Fort mit der Kapellenruine und der Grabstätte ist touristisch erschlossen und kann besichtigt werden. Die Grabplatte trägt die Inschrift:
„Wanderer, steh still! Hier liegt Eustachius Benedict de Lannoy, der als General-Kommandeur der Truppen von Travancore 37 Jahre lang seinem König in äußerster Treue diente. Durch die Macht seiner Waffen und seines gefürchteten Namens unterwarf er ihm alle Königreiche zwischen Kayamkulam und Cochin. Er lebte 62 Jahre und 5 Monate und starb am 1. Tag des Monats Juni, 1777. Er möge in Frieden ruhen.“

## Seligsprechung
In Padmanabhapuram freundete sich de Lannoy mit dem Hindu-Adligen und Palastbeamten Neelakandan Pillai an. Pillai zeigte sich beeindruckt von seiner Persönlichkeit und seinem tiefen Glauben, weshalb er ebenfalls Christ werden wollte. Die indischen Katholiken aus dem Umfeld de Lannoys gehörten vor ihrem Glaubenswechsel jedoch kastenmäßig zu den untersten indischen Bevölkerungsgruppen, mit denen hochrangige Hindus nicht verkehren durften. Die Konversion solcher Menschen wurde von der Regierung geduldet, nicht jedoch die von höherrangigen Hindus, der staatstragenden Schicht. Da Eustachius de Lannoy um die Gefährlichkeit des Glaubenswechsels für einen Hinduadeligen und königlichen Bedienten wusste, sandte er ihn zum Unterricht und zur Taufe nach Vadakkankulam, außerhalb des Staates Travancore, in ein von Muslimen regiertes Territorium. Er versah ihn mit einem persönlichen Empfehlungsschreiben an den dortigen Priester Pater J.B. Buttari S.J., der ebenfalls schwere Komplikationen befürchtete und ihn erst nach längerem Zögern am 14. Mai 1745 taufte. Bei der Taufe erhielt er den Vornamen Devasahayam („Gott hilft“), unter dem er bekannt wurde. Devasahayam Pillai wurde 1749 wegen seiner Konversion inhaftiert, gefoltert und 1752, trotz Intervention durch Eustachius de Lannoy, hingerichtet; 2012 erfolgte seine Seligsprechung. 

## Galerie

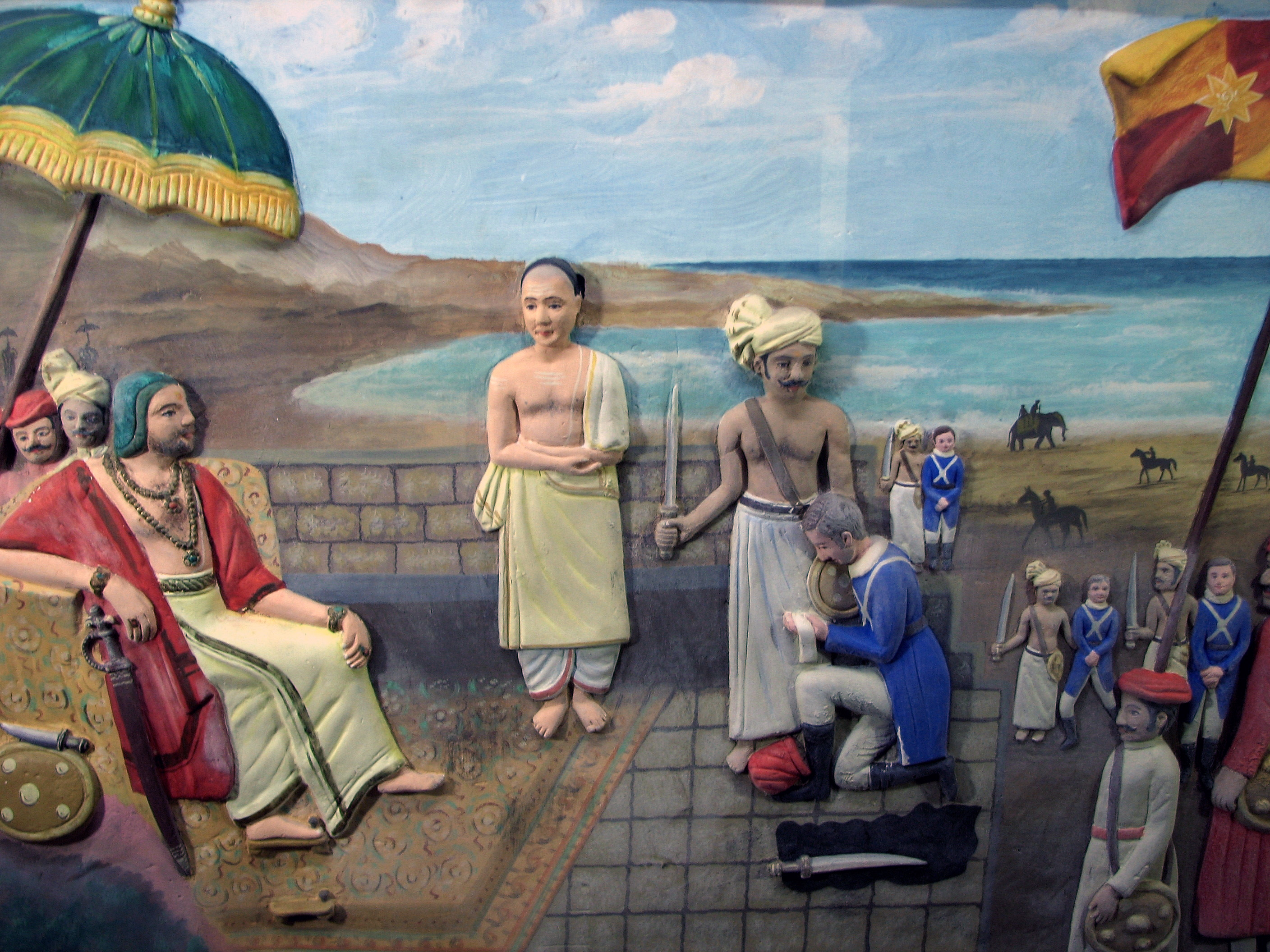
Eustachius de Lannoy ergibt sich dem Raja (Relief nach dem zeitgenössischen Gemälde)
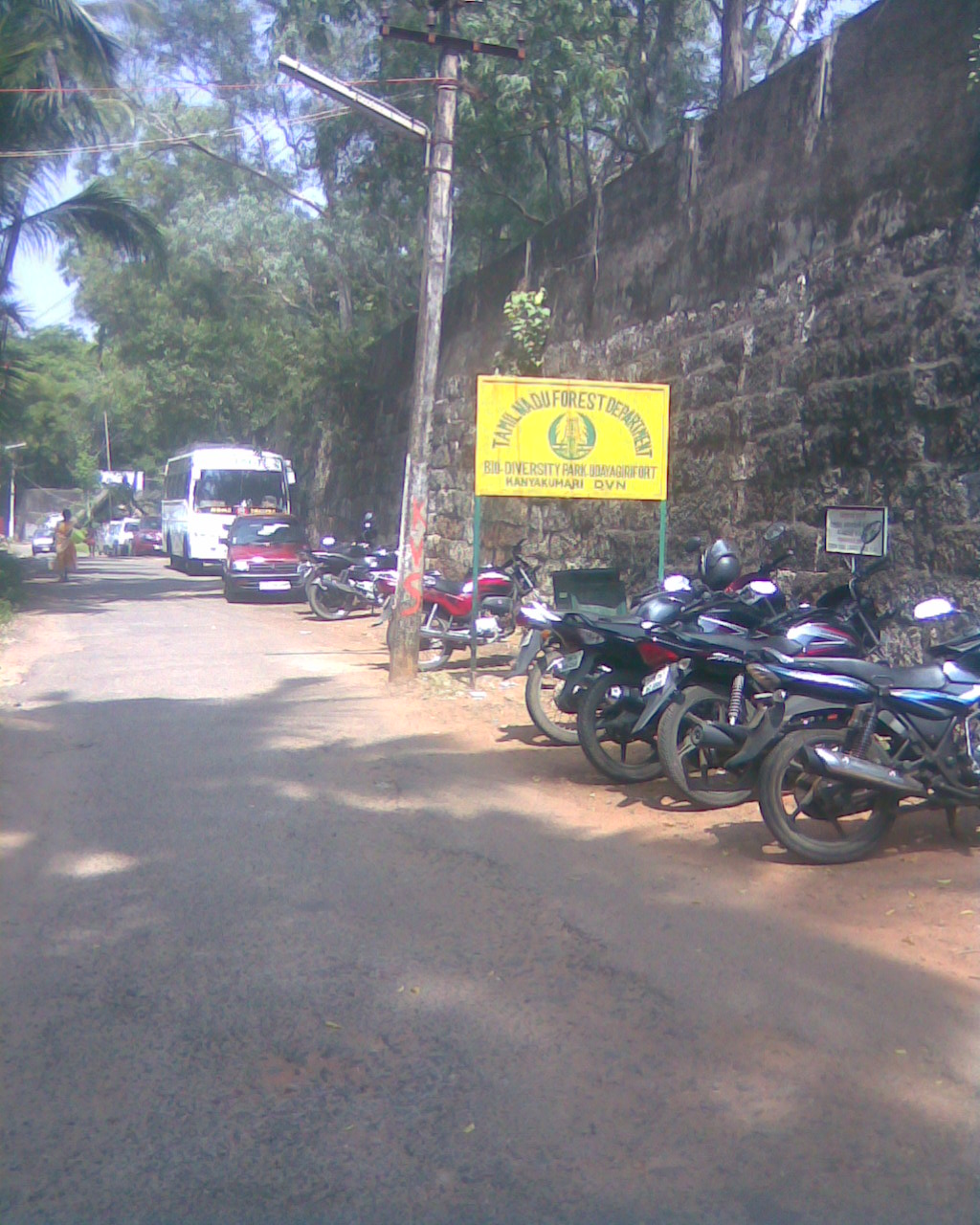
Udayagiri Fort, Umfassungsmauer
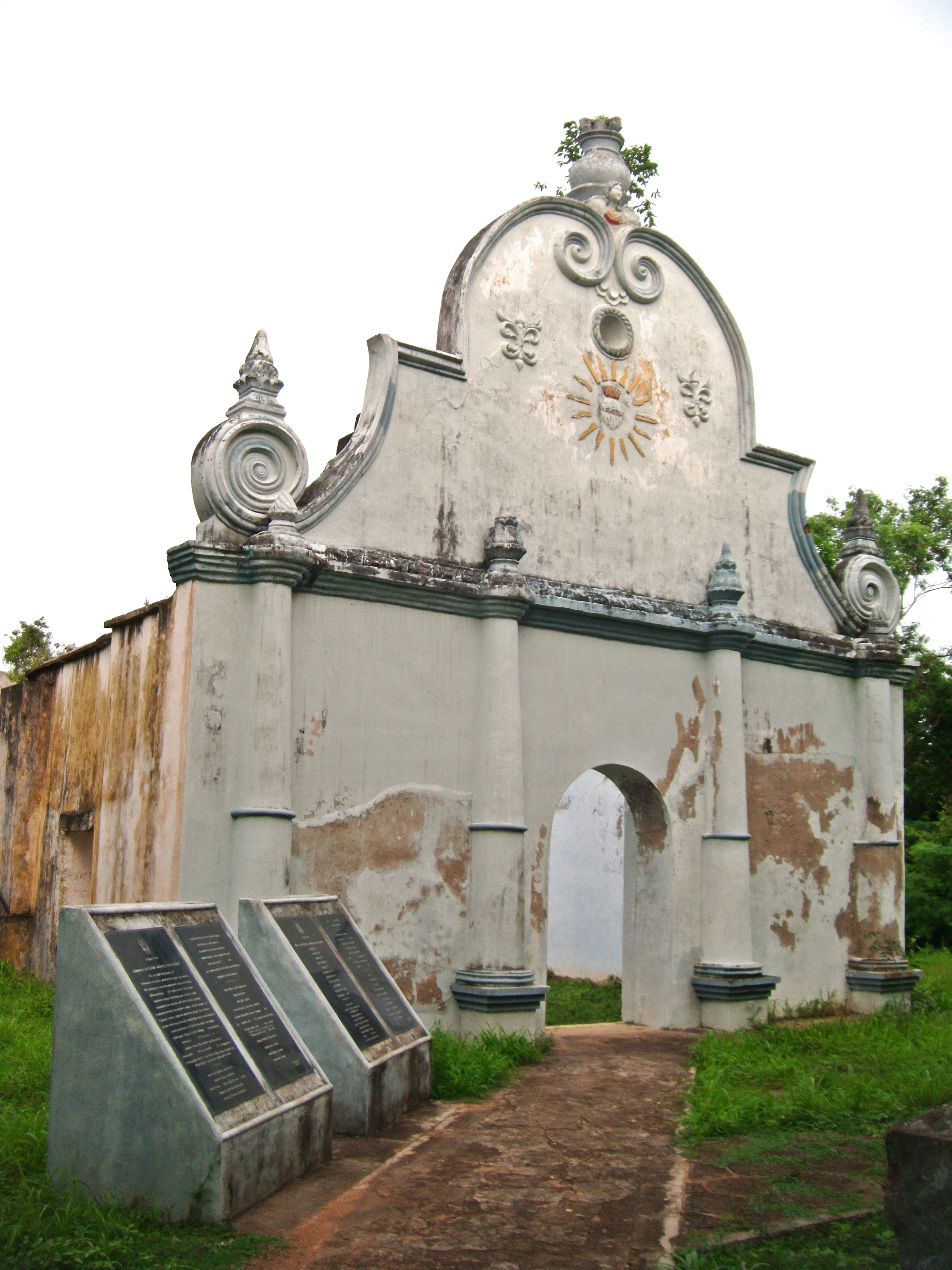
Udayagiri Fort, Kapelle des Generals Eustachius de Lannoy
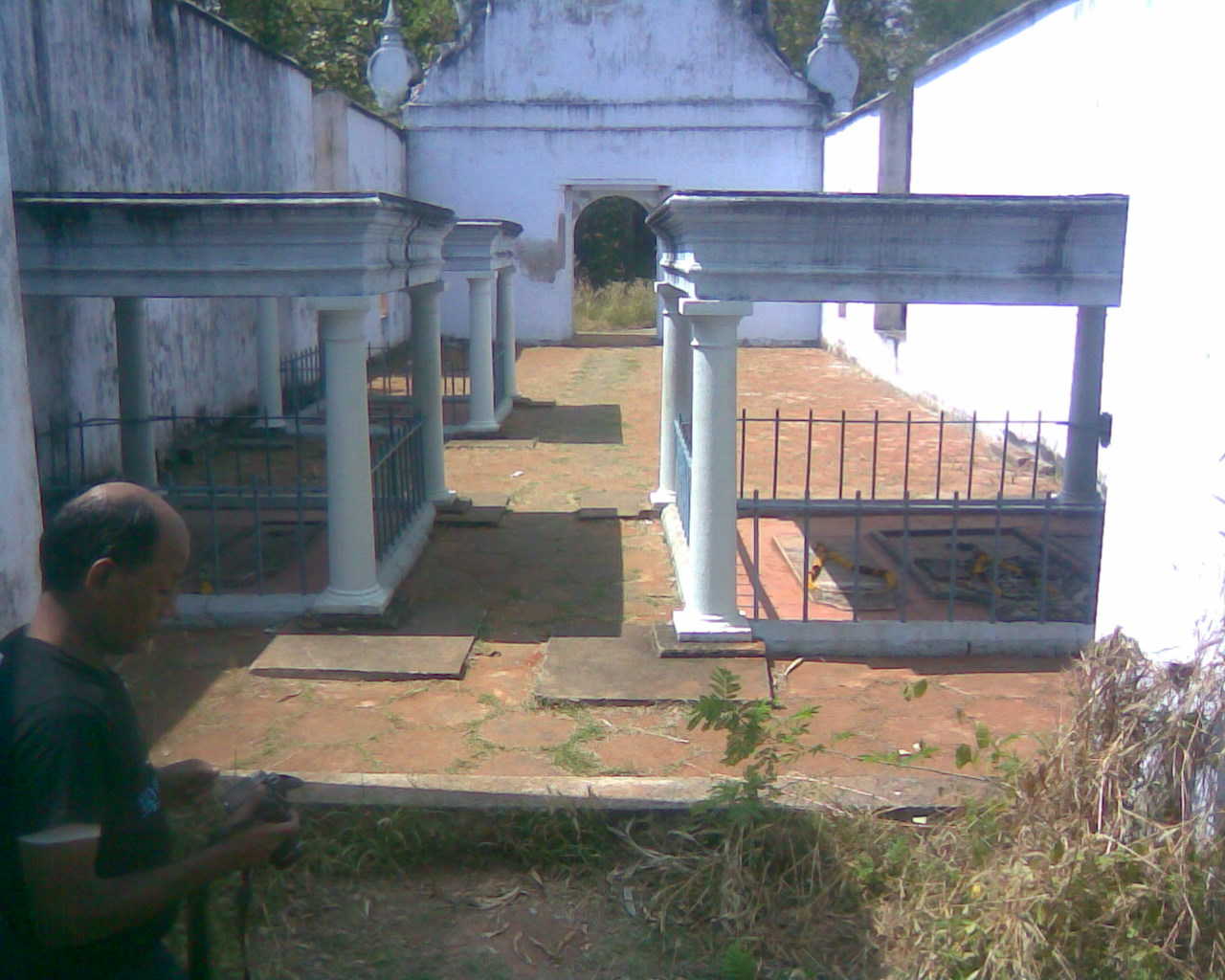
Udayagiri Fort, Kapellenruine mit den überdachten Gräbern
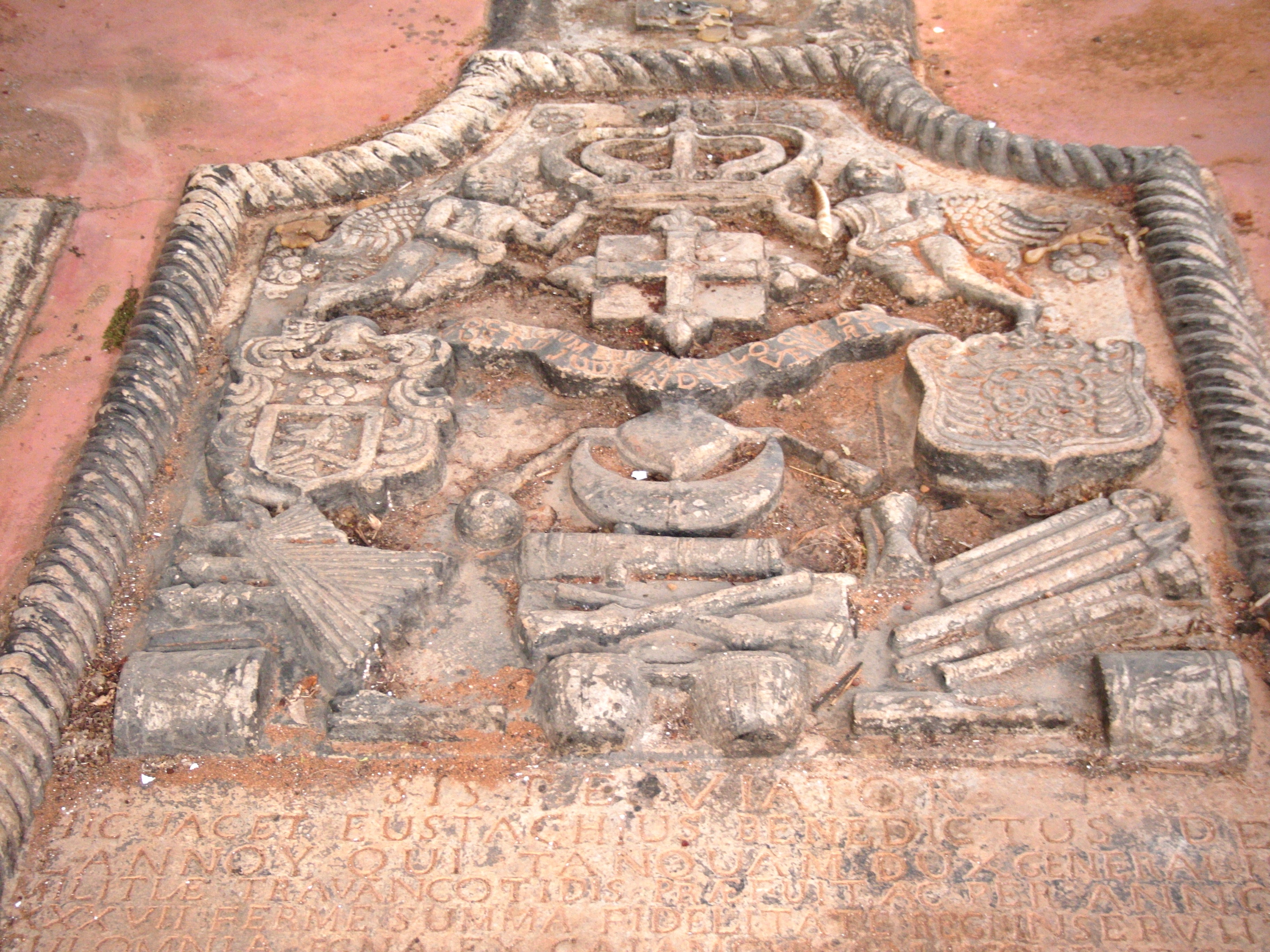
Detail vom Grabstein des Generals
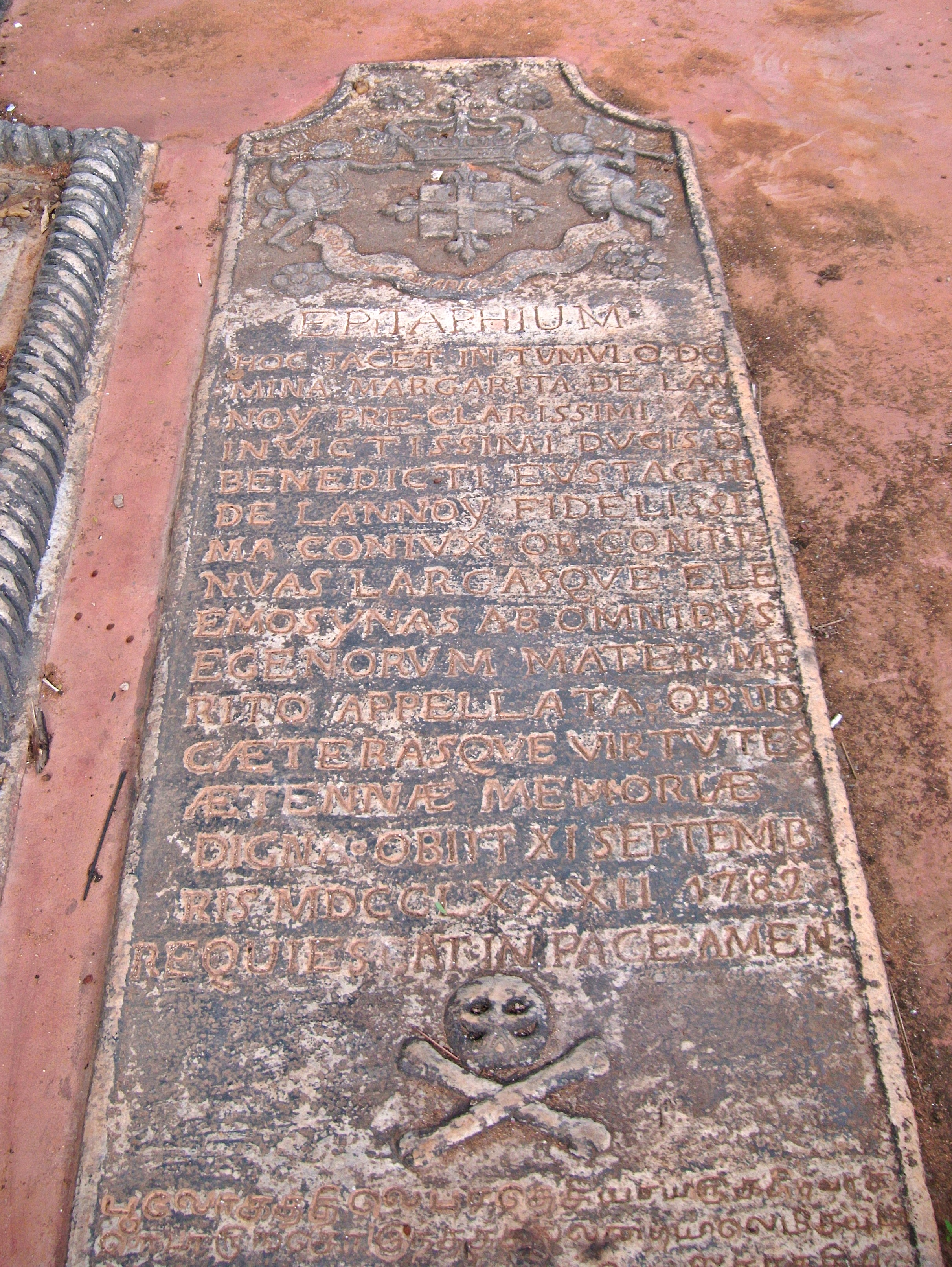
Grabplatte der Ehefrau von General Eustachius de Lannoy
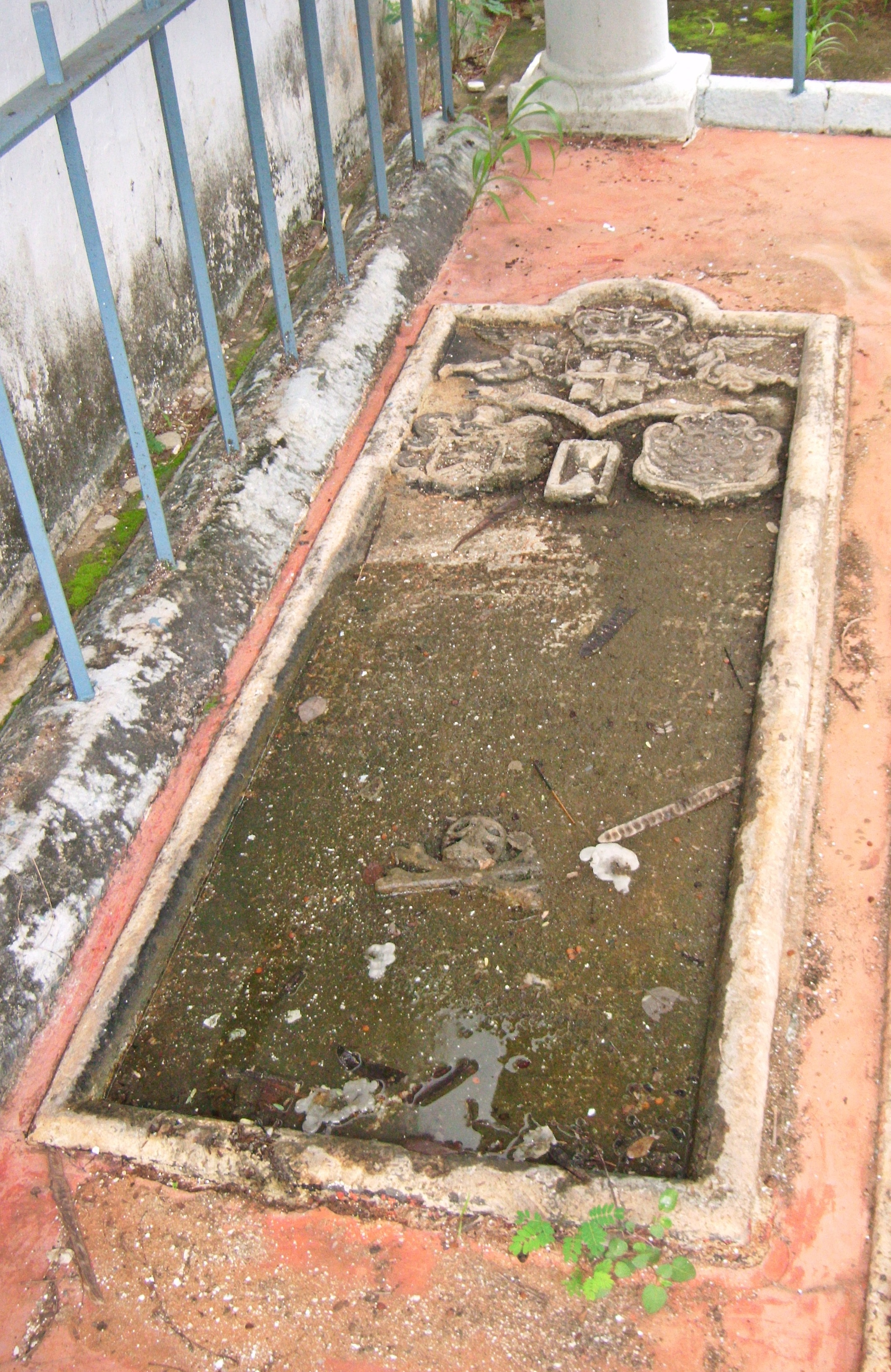
Grabplatte des Sohnes von General de Lannoy
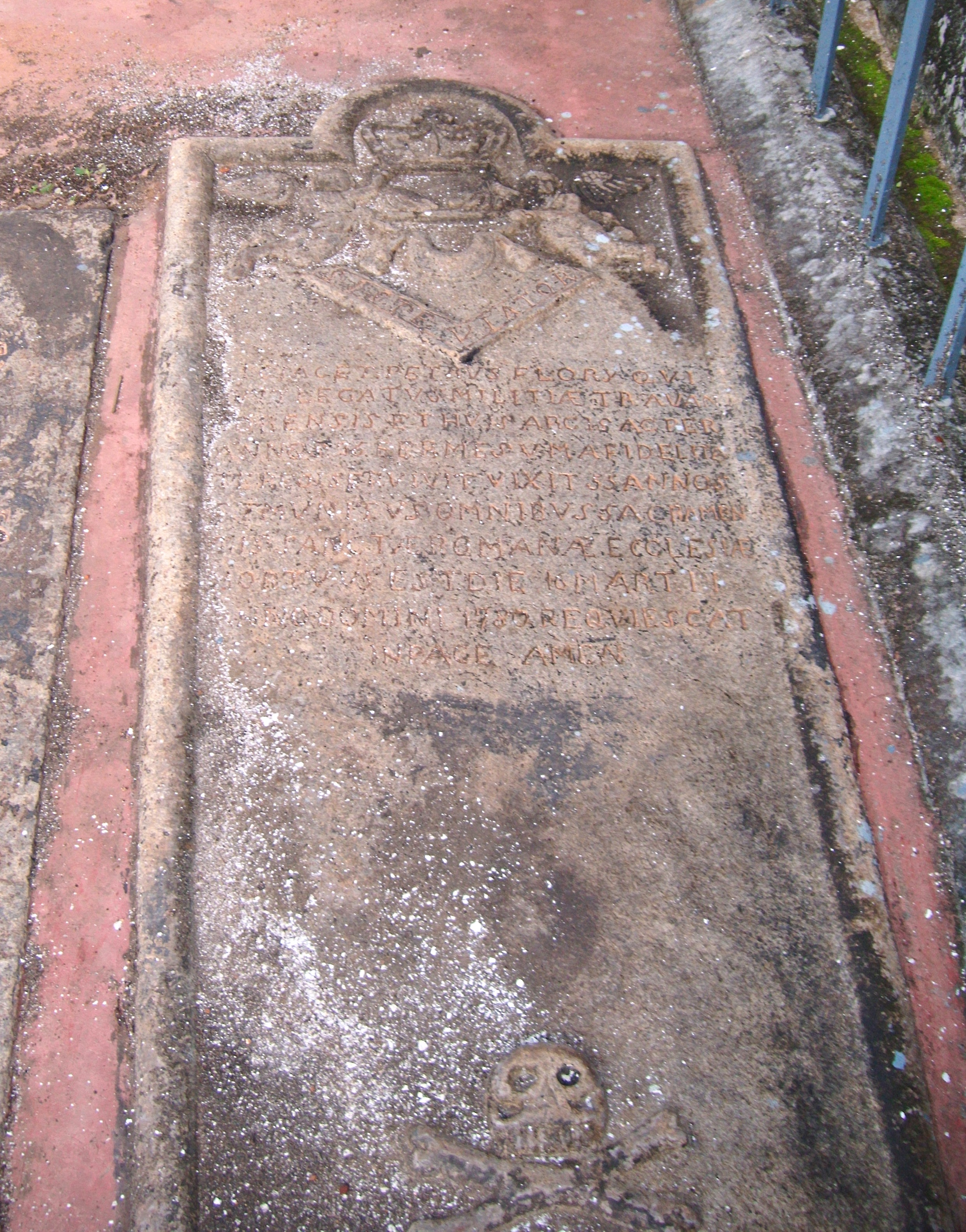
Grabplatte des Generals Petrus Flory
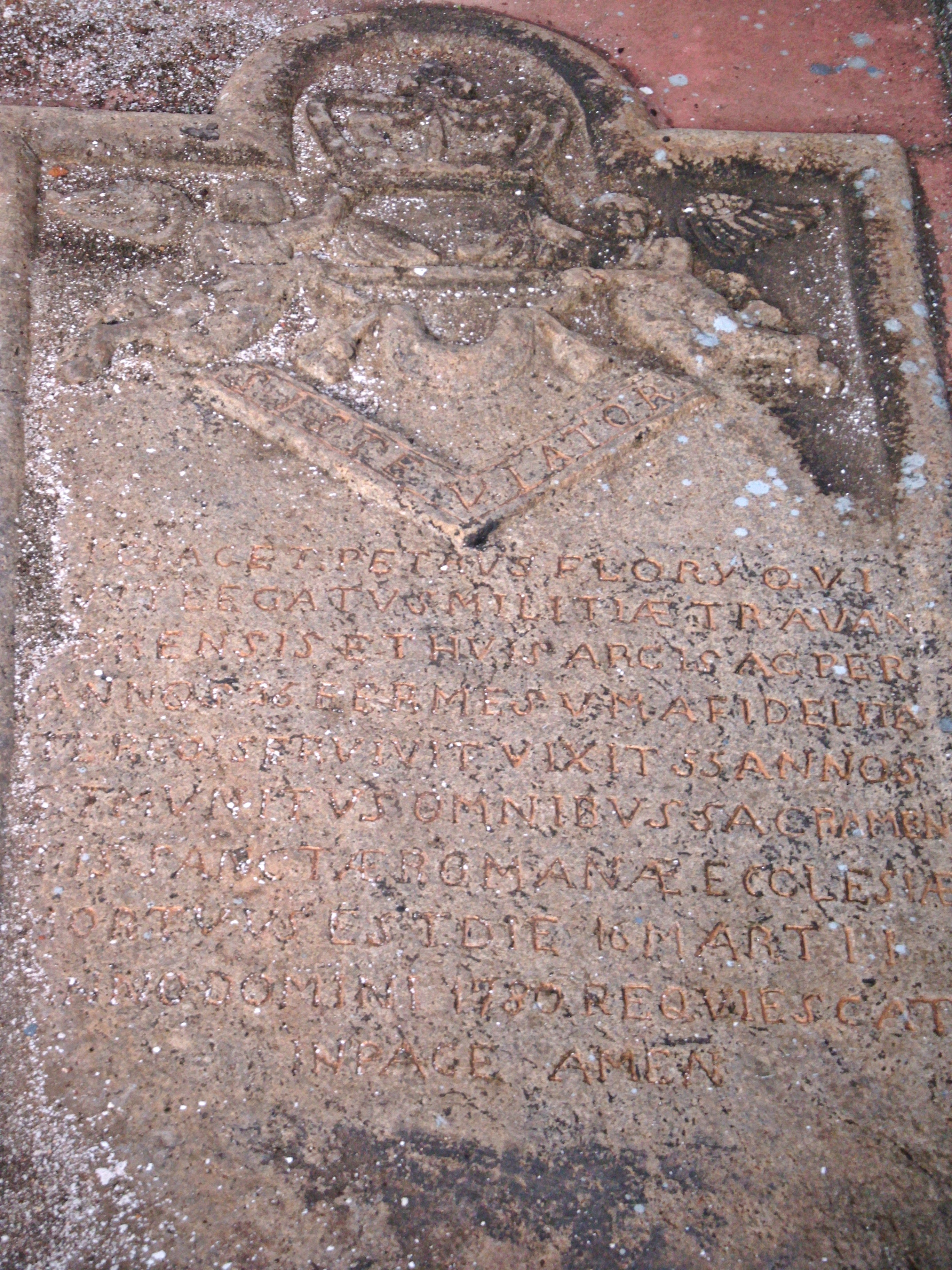
Inschrift auf der Grabplatte des Generals Petrus Flory
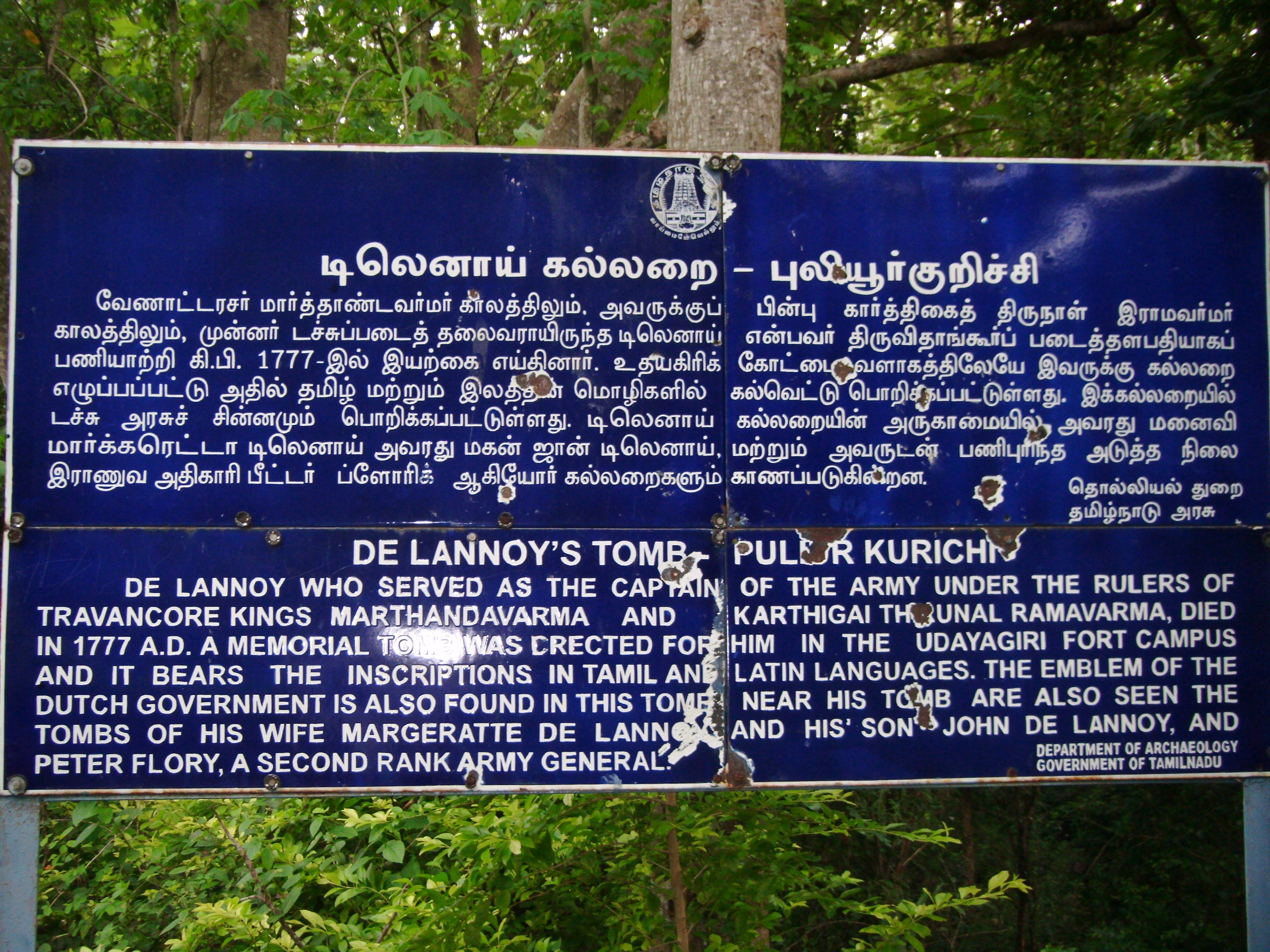
Touristentafel zum Hinweis auf die Gräber

| Personendaten    | Personendaten                                       |
| ---------------- | --------------------------------------------------- |
| NAME             | Lannoy, Eustachius de                               |
| ALTERNATIVNAMEN  | Lannoy, Eustachius Benedict de (vollständiger Name) |
| KURZBESCHREIBUNG | indischer General, französischer Abstammung         |
| GEBURTSDATUM     | 30. Dezember 1715                                   |
| GEBURTSORT       | Arras                                               |
| STERBEDATUM      | 1. Juni 1777                                        |
| STERBEORT        | Padmanabhapuram, Indien                             |